# 前354年
| 千纪： | 前1千纪 |
| 世纪： | 前5世纪 \| 前4世纪 \| 前3世纪 |
| 年代： | 前380年代 \| 前370年代 \| 前360年代 \| 前350年代 \| 前340年代 \| 前330年代 \| 前320年代                                                                                               |
| 年份： | 前359年 \| 前358年 \| 前357年 \| 前356年 \| 前355年 \| 前354年 \| 前353年 \| 前352年 \| 前351年 \| 前350年 \| 前349年                                                                 |
| 纪年： | 周顯王十五年 魯共公二十九年 齊威王三年 晉靜公三年 趙成侯二十一年 魏惠王十六年 韓昭侯九年 秦孝公八年 楚宣王十六年 宋剔成君十六年 衛成侯八年 燕後文公八年 越王無顓七年 中山桓公二十七年 |

## 大事记
- 秦敗魏於元里，斬首7千級，取少梁。
- 魏惠王使龐涓攻趙，圍邯鄲。楚宣王使景捨救之。

## 出生
- 秦惠文王赢駟，秦國君主（前311年逝世）。
- 卡迪亞的希洛尼摩斯，希臘化時代歷史學家。